# Aaron Hill (attore)
Aaron Hill (Santa Clara (California), 23 aprile 1983) è un attore statunitense maggiormente conosciuto per il ruolo di Scopino (Beaver in originale) nella serie televisiva Greek - La confraternita.

## Biografia
Nato a Santa Clara, California, inizia la sua carriera di attore nel 2001 con The Brothers Garcia. successivamente ha recitato in Mad Men, Malcolm, Una mamma per amica, Hannah Montana, CSI: Miami, Breaking Bad, How I Met Your Mother. Dal 2007 al 2011 è nel cast della serie dell'ABC Greek - La confraternita.

## Filmografia parziale

### Cinema
- Foreign Exchange, regia di Danny Roth (2008)
- Transformers - La vendetta del caduto (Transformers: Revenge of the Fallen), regia di Michael Bay (2009)
- Perfect combination, regia di Trey Haley (2010)
- Draft Day, regia di Ivan Reitman (2014)
- Sballati per le feste! (The Night Before), regia di Jonathan Levine (2015)
- Home, regia di Frank Lin (2016)

### Televisione
- Malcolm – serie TV, 2 episodi (2002)
- Una mamma per amica (Gilmore Girls) – serie TV, episodio 4x14 (2004)
- Drake & Josh – serie TV, episodio 2x04 (2004)
- Shark - Giustizia a tutti i costi (Shark) – serie TV, episodio 1x05 (2006)
- The Class - Amici per sempre (The Class) – serie TV, episodio 1x10 (2006)
- Greek - La confraternita (Greek) – serie TV, 64 episodi (2007-2011)
- Hannah Montana – serie TV, episodio 2x11 (2007)
- Mad Men – serie TV, episodio 1x11 (2007)
- Cold Case - Delitti irrisolti (Cold Case) – serie TV, episodio 6x01 (2008)
- CSI: Miami – serie TV, episodio 7x04 (2008)
- How I Met Your Mother – serie TV, episodio 4x18 (2009)
- Criminal Minds – serie TV, episodio 7x04 (2011)
- Glee – serie TV, 2 episodi (2012)
- Castle – serie TV, episodio 5x20 (2013)
- NCIS - Unità anticrimine (NCIS) – serie TV, episodio 11x14 (2014)
- Una babysitter all'improvviso (Reluctant Nanny), regia di Bradford May – film TV (2015)

## Doppiatori italiani
Nelle versioni in italiano delle opere in cui ha recitato, Aaron Hill è stato doppiato da:
- Simone Crisari in Greek - La confraternita, Castle
- Fabrizio De Flaviis in Cold Case - Delitti irrisolti, Criminal Minds
- Davide Marzi in CSI: Miami
- David Chevalier in Malcolm
- Luca Sandri in How I Met Your Mother
- Dimitri Winter in Perception
- Alessandro Rigotti in CSI - Scena del crimine
- Marco Baroni in Glee
- Roberto Certomà in NCIS - Unità anticrimine